# Yllenus zaraensis
Yllenus zaraensis là một loài nhện trong họ Salticidae.
Loài này thuộc chi Yllenus. Yllenus zaraensis được Logunov miêu tả năm 2009.